# Supravodljivost
Supravodljivost je stanje pojedinih tvari koje se na niskim temperaturama očituje u nestanku njihova električnoga otpora, prolasku električne struje kroz tanku izolatorsku barijeru unutar njih bez električnoga otpora (Josephsonov učinak - Brian Josephson) i lebdenju magneta iznad njihove površine (Meissnerov učinak - Walther Meissner). Supravodǉivost je kvantnomehanička pojava i ne može se objasniti klasičnom fizikom. Tipično nastaje u nekim materijalima na jako niskim temperaturama (nižim od -200 °C).

## Povijest
Supravodljivost je 1911. otkrio Heike Kamerlingh Onnes dok je proučavao ovisnost električnoga otpora žive o temperaturi. Primijetio je da na temperaturama nižima od 4,2 K (- 269 °C) električni otpor pada na nemjerljivo malu vrijednost. Zbog supravodljivosti će, na primjer, u olovnom prstenu uronjenom u ukapljeni helij, istosmjerna električna struja nastaviti teći i godinama nakon što se izvor struje isključi. Onnes je 1911. uspio u prstenu od žive, čiju je temperaturu održavao na nekoliko stupnjeva apsolutne temperature s pomoću tekućeg helija, proizvesti električnu struju koja je po isključenju njenog izvora tekla dvije godine (prestala je teći zbog štrajkom izazvanog prekida isporuke tekućeg helija). Od tada je nađeno to svojstvo u velikom broju metala i legura. Tvari koje imaju to svojstvo nazivaju se supravodičima. Zanimljivo je da se među njima ne nalaze tvari koje su na običnoj temperaturi najbolji električni vodiči. 
Walther Meissner je 1933. otkrio da se metali ohlađeni do supravodljivoga stanja ponašaju kao savršeni dijamagneti, to jest u tankom površinskom sloju induciraju se struje koje stvaraju takvo magnetsko polje koje poništava vanjsko polje, te je u unutrašnjosti supravodiča magnetsko polje jednako nuli. Ako se na primjer na materijal koji može biti supravodljiv na temperaturama višima od 100 K postavi lagani magnet i ako se materijal polije ukapljenim dušikom, magnet će se podići iznad njega i lebdjeti.
Supravodljivo stanje određuju tri čimbenika svojstvena svakoj tvari: kritična temperatura, kritična magnetska indukcija i kritična gustoća električne struje. Ako je samo jedan od tih triju čimbenika veći od kritične vrijednosti, tvar ne može biti u supravodljivom stanju. Supravodiči se mogu podijeliti na: 
- supravodiče prve vrste, koji su bili prvi otkriveni i uglavnom su čisti kemijski elementi, a koji naglo prelaze u supravodljivo stanje i magnetsko polje ne prodire u njihovu unutrašnjost, i
- supravodiče druge vrste, koji su nađeni poslije, uglavnom su kemijski spojevi i slitine, postupno prelaze u supravodljivo stanje, a u djelomično supravodljivom stanju u njima se oblikuju magnetski vrtlozi.

### BCS-teorija
Prvu teoriju koja opisuje kako se elektroni, prenositelji električnoga naboja, ponašaju u supravodiču prve vrste objavili su 1957. John Bardeen, Leon Neil Cooper i John Robert Schrieffer (Bardeen-Cooper-Schriefferova teorija ili BCS-teorija). Ta kvantnomehanička teorija pretpostavlja da se na vrlo niskim temperaturama elektroni gibaju u parovima (Cooperovi parovi), da privlačno međudjelovanje elektron–rešetka–elektron prevladava Coulombovo odbojno međudjelovanje i da se svaki par elektrona na međusobnoj udaljenosti od približno 100 nm može gibati kroz kristalnu rešetku bez gubitka energije, čak i tunelirati kroz izolatorsku barijeru. Porastom temperature jačaju vibracije rešetke, koje iznad kritične temperature razdvajaju električne parove. 
Aleksej Aleksejevič Abrikosov je 1957. objavio teoriju koja opisuje kako se u supravodiču druge vrste povećava broj magnetskih vrtloga kada se pojačava magnetsko polje i kako supravodljivost nestaje kada se jezgre vrtloga počnu preklapati.

## Svojstva supravodljivih materijala
Supravodljivim tvarima na vrlo niskim temperaturima više ili manje naglo se mijenja karakter ovisnosti električnog otpora o temperaturi. Pri postepenom snižavanju temperature, na određenoj, takozvanoj kritičnoj temperaturi Tc, električni otpor, umjesto da se, kao dotada, polako smanjuje, manje ili više naglo pada praktički na nulu. Ako je taj pad sasvim skokovit, govori se o supravodiču tipa S 1, ako je blaži, o supravodiču tipa S 2. Supravodič tipa S 1 ima dva stabilna stanja: normalno vodljivo i supravodljivo; supravodič tipa S 2 ima u odsutnosti magnetskog polja tri stabilna stanja: normalno vodljivo (iznad “gornje” kritične temperature), supravodljivo (iznad "donje" kritične temperature) i miješano (između obiju kritičnih temperatura). Često se supravodič tipa S 2 karakterizira samo jednom kritičnom temperaturom, srednjom između gornje i donje. 
Kritične temperature supravodljivosti nekih (čistih) metalnih elemenata nalaze se vrlo blizu apsolutne nule (na primjer za volfram Tc = 0,01 K). Za većinu drugih supravodiča iz te skupine tvari one iznose nekoliko kelvina. Samo neke od tih tvari imaju vrijednost Tc u blizini 10 K (na primjer niobij Tc = 9,5 K). Kritične temperature supravodiča iz skupine legura redovito su više od 10 K (na primjer za neke ternarne legure u sustavu niobij-aluminij-germanij, Tc = 20,7 K). 
Magnetsko polje snižava kritičnu temperaturu, i to s tim više što je polje jače. Kad se prekorači određena, takozvana kritična jakost polja Hc na nekoj temperaturi Tc supravodljivost sasvim nestaje, i tvar postaje normalno vodljiva. Zbog ovisnosti supravodljivosti o magnetskom polju, jakost električne struje koja može teći supravodičima ograničena je jakošću magnetskog polja koje te struje stvaraju. W. Meissner i R. Ochsenfeld pokazali su pokusima 1933. da supravodič, ako se najprije izloži magnetskom polju a onda ohladi, na temperaturama ispod Tc istiskuje iz sebe magnetsko polje. Supravodiči tipa S 1 na oštro određenoj vrijednosti jakosti polja Hc potpuno istisnu magnetsko polje (magnetska indukcija B u njima skokovito padne na nulu), u supravodiči tipa S 2 magnetsko se polje može između vrijednosti Hc2 i Hc1 djelomice održati u obliku pojedinačnih lokaliziranih i pravilno raspoređenih cijevi (niti), nosilaca magnetskog toka, koje su okružene supravodljivim područjem. Supravodiči tipa S 1 imaju znatno manje karakteristične vrijednosti H0 nego supravodiči S 2. U supravodiči tipa S 2, dok su u stanju miješane vodljivosti, nemoguć je prijenos električnih naboja, jer struja okomita na magnetsko polje izaziva Lorentzovu silu koja stavlja u gibanje rešetku niti magnetskog toka. Tehnološkim mjerama uspjelo je u nekim supravodljivim legurama blokirati gibanje niti magnetskog toka i time omogućiti veće gustoće struje. Takav materijal naziva se supravodičem S 3. 
Supravodiči S 1 i S 2, takozvani meki, prelaze iz jednog u drugo stanje vodljivosti potpuno reverzibilno (povratno), a u odsutnosti magnetskog polja to se odvija bez toplinskog učinka (izotermno). Pod utjecajem magnetskog polja prijelaz je iz supravodljivog stanja u stanje normalne vodljivosti endoterman (odvija se uz vezanje topline), a prijelaz u suprotnom smjeru egzoterman (odvija se uz razvijanje topline). Zbog Meissner-Ochsenfeldova učinka (efekta) električnu struju u supravodičima vodi samo vrlo tanki površinski sloj (debljina približno 10-7 metara). 
Supravodiči tipa S 3, takozvani tvrdi, razlikuju se od supravodiča tipa S 1 i S 2 po djelomičnoj ireverzibilnosti (nepovratnosti) njihovih indukcijskih svojstava, zbog čega se u njima pojavljuje magnetska histereza slično kao u feromagnetskim materijalima. Ovi supravodiči imaju veću kritičnu gustoću električne struje i veću kritičnu jakost magnetskog polja nego supravodiči tipa S 1 i S 2.

## Primjena
Za praktičnu primjenu supravodiča važna je temperatura na kojoj oni postaju supravodljivi. Ako je ta temperatura niža od 20 K, hladiti se mora ukapljenim helijem, a ako je 100 K i viša, hlađenje se može postići ukapljenim dušikom, što je približno 500 puta jeftinije od hlađenja helijem. Prvi je tržišni supravodič u obliku žice proizveden 1961. Njegova je kemijska jednakost Nb3Sn, imao je kritičnu temperaturu 23 K, kritičnu magnetsku indukciju 20 T i kritičnu gustoću struje 105 A/cm². Godine 1987. otkriven je supravodič jednakosti YBa2Cu3O7, spoj koji postaje supravodljiv na temperaturi 92 K, što je dovelo do novoga skoka u razvoju istraživanja i primjene supravodljivosti. Danas je poznato 29 kemijskih elemenata, metala, koji su supravodiči u uobičajenom obliku, i još 17 njih koji postaju supravodljivi pod visokim tlakom ili u nekim drugim posebnim uvjetima. Supravodljivih je slitina više od 1000. Godine 2007. na slitini koja sadrži kositar, indij, barij, tulij, bakar i kisik (Sn1.4In0.6Ba4Tm5Cu7O20+) postignuta je supravodljivost na temperaturi 175 K (- 98 °C).
Supravodljivost se primjenjuje u iznimno snažnim magnetima akceleratora čestica, u uređajima za dobivanje snimaka unutrašnjosti ljudskoga tijela s pomoću nuklearne magnetske rezonancije, gdje razlučivanje detalja ovisi o jakosti magnetskoga polja, lebdećim vozilima, gdje supravodljivi magneti ugrađeni u vozila omogućavaju lebdenje iznad pruge. 
Mjerni instrumenti koji rade prema načelu Josephsonova učinka služe za mjerenje slabih magnetskih polja i za mjerenje tempetatura nižih od 1 K. Josephsonov se učinak primjenjuje i za pojačavanje elektromagnetskih signala i za brzo pretvaranje analognih signala u digitalne.

## Vanjske poveznice
|  | Zajednički poslužitelj ima još gradiva o temi Supravodljivost |

- Supravodljivost i suprafluidnost  Arhivirana inačica izvorne stranice od 12. lipnja 2007. (Wayback Machine), Slaven Barišić